# Una gelata precoce
Una gelata precoce (An Early Frost) è un film per la televisione del 1985 diretto da John Erman.

## Trama
Un giovane avvocato di successo, Michael Pierson, durante un ricovero in ospedale apprende di essere malato di AIDS; inoltre, il compagno Peter gli rivela di aver avuto rapporti sessuali a rischio con altre persone. A seguito di questi eventi, Michael informa della malattia e del proprio orientamento sessuale i genitori e la sorella Susan, che aspetta un bambino. Mentre la madre cercherà di adattarsi alla situazione, il resto dei familiari incontrerà non poche difficoltà ad accettare la realtà.

## Distribuzione
Negli Stati Uniti An Early Frost fu trasmesso in prima visione l'11 novembre 1985 sulla rete televisiva NBC.
In Italia fu trasmesso in prima serata su Rai 1  il 20 gennaio 1987 con il titolo Una gelata precoce, all'interno di una trasmissione dedicata al tema dell'AIDS.
Altre distribuzioni:
- maggio 1986 in Francia (Un printemps de glace)
- 19 marzo 1987 in Finlandia (Liian varhain)
- 6 aprile 1987 in Germania Ovest (Früher Frost - Ein Fall von Aids)
- 10 maggio 1987 in Spagna (Invierno en primavera)